# Étude op. 10, no 12 de Chopin

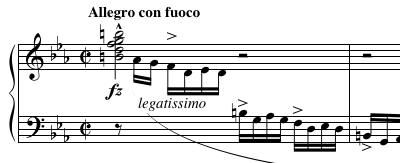
Incipit de l'étude.

L'Étude op. 10, no 12 de Chopin en do mineur, connue sous le nom d'Étude révolutionnaire ou Étude sur le bombardement de Varsovie, est une étude pour piano écrite par Frédéric Chopin en 1831. Dernière de son premier cahier d'études (Études op. 10), elle est dédiée « à [son] ami Franz Liszt ».

## Histoire

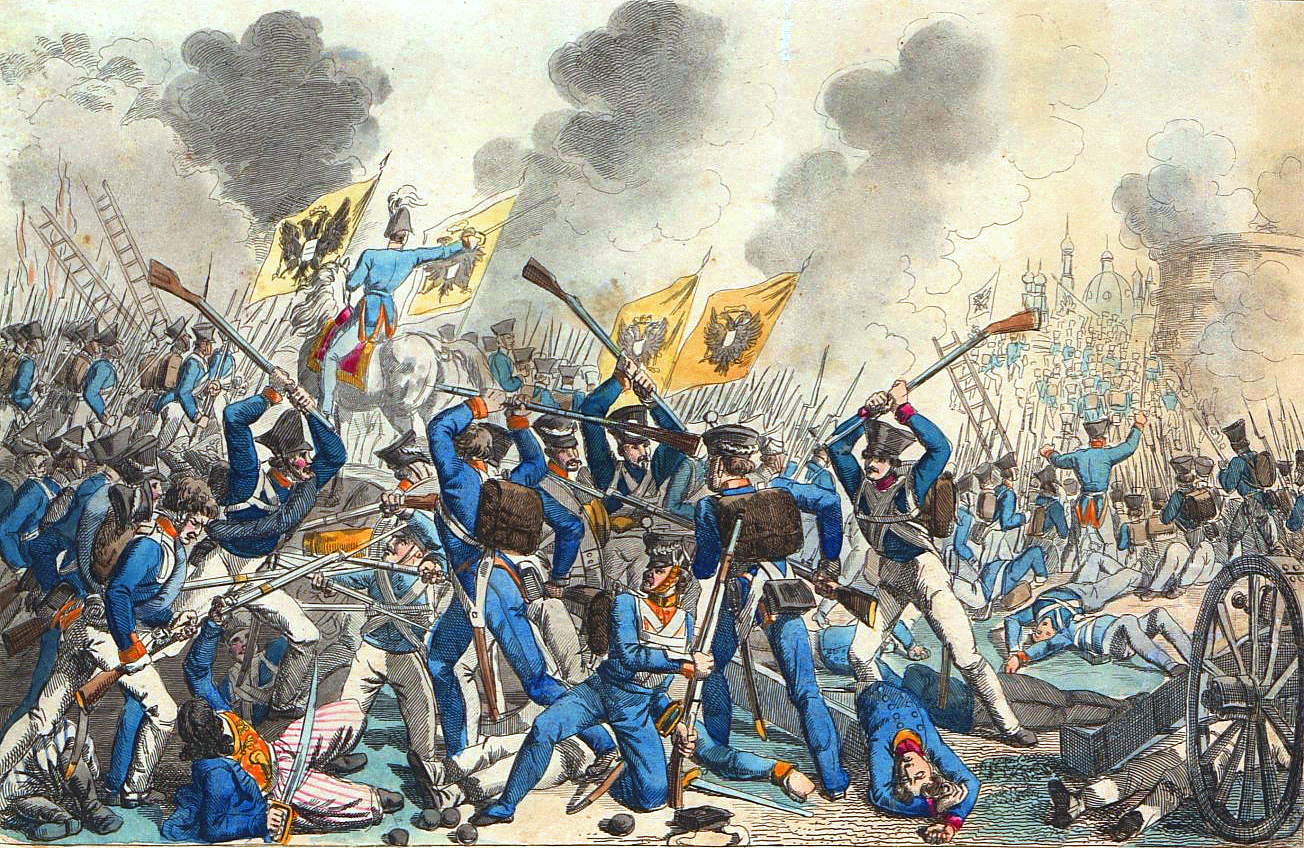
L'Étude révolutionnaire est inspirée de l'attaque de Varsovie par la Russie, lors de l'insurrection de novembre 1830-1831.

La 12e étude parut à l'époque des insurrections de novembre 1830. Frédéric Chopin insuffla ses émotions sur le sujet dans de nombreux morceaux qu'il composa à cette période, l'Étude révolutionnaire en étant l'exemple le plus remarquable.
Contrairement aux études d'époques antérieures (des morceaux conçus pour mettre en avant et développer certains aspects de technique musicale), les études romantiques de compositeurs comme Chopin et Liszt sont des pièces de concert complètement abouties, mais représentent toujours un objectif pour améliorer sa technique.

## Technique
Dans le cas de l'opus 10, no 12, la technique requise dans les premières mesures consiste à jouer de longues et fortes descentes, qui forment une introduction au thème principal par un accord de neuvième mineur de dominante[réf. incomplète]. La longueur et la répétition de ces passages rapides distinguent la Révolutionnaire des autres études. Le reste du passage se concentre sur le doigté de la main gauche. Le thème d'ouverture, à la main droite, est remarquable pour sa puissante base d'accords et ses sauts rapides si exigeants que la plupart des pianistes professionnels préfèrent jouer les rythmes pointés hors du temps. Bien que le plus grand défi réside dans les doubles croches incessantes de la main gauche, la main droite est également mise au défi par les rythmes croisés qui sont utilisés avec une sophistication croissante pour traiter le thème principal dans divers passages parallèles successifs. La main droite est également mise au défi par la nécessité de façonner des accords largement distribués en formes mélodiques legato.
La technique de la main gauche dans cette pièce implique des doubles croches jouées régulièrement tout au long de la pièce. La structure est dans la forme ternaire habituelle de Chopin (A-B-A-coda). La figuration d'ouverture saisissante fait la transition avec la mélodie principale appassionato. Les rythmes pointés forte ascendants de la mélodie à l'octave et l'accompagnement continu et tumultueux de la main gauche offrent un grand drame et peu de moments de répit. La pièce se termine en rappelant l'ouverture dans un dernier balayage descendant (avec les deux mains) jusqu'à un accord de fa majeur, pour finir en cadence sur do majeur (tierce picarde).

## Influences
La fin de l'étude est considérée par certains comme une allusion à la Sonate pour piano no 32 de Ludwig van Beethoven, écrite dans la même tonalité — on peut comparer les mesures 77-81 de l'Étude aux mesures 150-152 du premier mouvement (qui se termine également en do majeur) de la sonate de Beethoven. Toutefois, cette affirmation n'est étayée par aucune preuve historique et peut elle-même être contestée.